# Gerba
Gerba (in francese Djerba; in arabo  جزيرة جربة‎?, Jazirat Jarba, o Jerba, Jarbah o Girba; in berbero e arabo tunisino: Jerba, /ˈʒəɾba/) è la più grande isola del Nordafrica (514 km²), situata nella parte sud-orientale del golfo di Gabès, all'imbocco del golfo di Boughrara, nel sud-est della Tunisia. Venne occupata dalla Spagna due volte: dal 1521 al 1524 e dal 1551 al 1560.

## Geografia
Il clima è di tipo subtropicale con una media di 24 gradi Celsius durante tutto l'anno, il mare si presenta pressoché caldo. Il suo capoluogo è la cittadina di Houmt Souk, che ha circa 65.000 abitanti.

## Storia

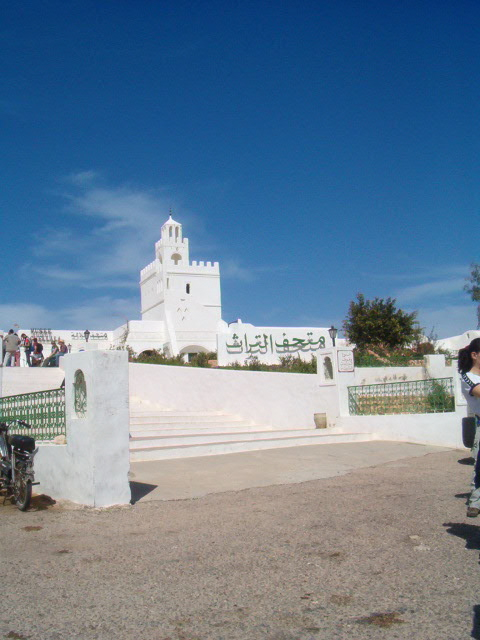
Il museo delle tradizionali arti berbere di Gerba è situato a 152 m s.l.m., il punto più elevato dell'isola.

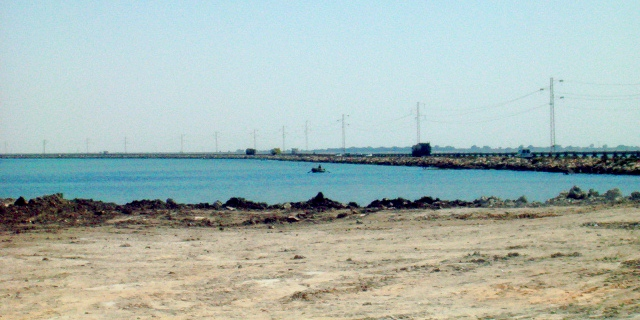
Resti di un ponte-diga romano

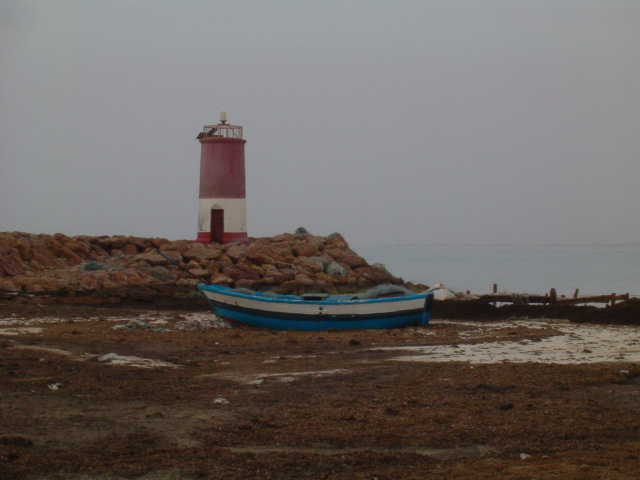
Faro a Gerba.

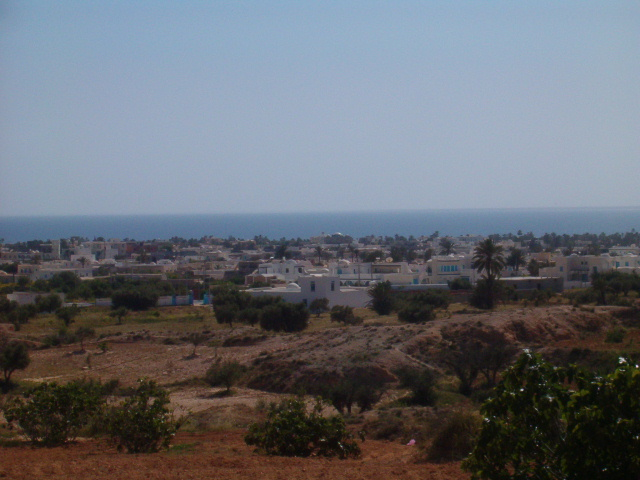
Panorama di Gerba dalla collina del museo.

Nell'antichità l'isola era conosciuta con il nome Meninx (Meninge in italiano), o anche Lotophagitis, dal momento che molti identificavano con essa l'Isola dei Lotofagi in cui era approdato Ulisse nei suoi viaggi. In essa si trovavano tre città principali: Meninx, Tipasa e Girba. Da quest'ultima le venne il suo nome attuale. Secondo lo storico Sesto Aurelio Vittore, fu in quest'isola che, nel 251, vennero proclamati imperatori romani Treboniano Gallo e suo figlio Volusiano (in insula Meninge, quae nunc Girba dicitur).
Si conoscono almeno otto vescovi di Gerba, tra cui Monnulus e Vincentius, che parteciparono ai concili di Cartagine del 255 e del 525 (Anatole-Joseph Toulotte, Géographie de l'Afrique chrétienne Proconsulaire, Parigi 1892, pp. 353 e 380). Nel VII secolo la ritroviamo con l'ulteriore denominazione di Terepiton, forma corrotta di Gergiton o Gerbiton (Byzant. Zeitschrift, II, 1893, 26, 31).
Durante il Medioevo, i cristiani di Sicilia e di Aragona contesero agli Arabi il suo possesso.
Per tre volte l'isola si trovò sotto il controllo del regno di Sicilia dall'epoca normanna a quella aragonese:
- 1135 - 1158
- 1284 - 1333
- 1388 - 1392

in questa occasione venne trasformata in una signoria feudale, con i seguenti signori di Gerba:
- 1284 - 1305 Ruggero di Lauria,
- 1305 - 1307 e 1307 - 1310 Ruggero II (due volte),
- 1310 Carlo,
- 1310 Francesco-Ruggero III;

vi furono anche dei governatori, che in parte si aggiunsero titoli di signoria:
- c.1305 - 1308 Simon de Montolieu,
- 1308 - 1315 Ramon Muntaner (autore anche di una Crònica in lingua catalana)
- 1388 - 1391 Manfredi III Chiaramonte, Conte di Modica
- 1391 - 1392 Andrea Chiaramonte, Conte di Modica

Nel 1513, dopo tre anni di esilio a Roma, la famiglia Fregoso fece ritorno a Genova. Ottaviano Fregoso venne eletto Doge e suo fratello Federigo (arcivescovo, poi cardinale), divenuto consigliere capo, prese il comando dell'esercito e difese la repubblica contro i pericoli interni (rivolta degli Adorno e dei Fieschi) e contro quelli esterni, in particolare l'eliminazione dei corsari barbareschi: Curtogoli, un corsaro turco che era basato a Tunisi, assediava la costa con una squadra navale, e nel giro di pochi giorni aveva catturato diciotto mercanti; assunto il comando della flotta genovese, in cui prestava servizio Andrea Doria, Federigo sorprese Curtogoli davanti a Biserta, effettuò un raid sull'isola di Gerba e fece ritorno a Genova con un immenso bottino.
Gerba fu anche occupata due volte dalla Spagna: tra il 1521 ed il 1524 a seguito dell'Assalto spagnolo a Djerba nel 1520 e tra il 1551 ed il 31 luglio 1560; di nuovo vi furono dei governatori: 1521 - 1524..., 1560 Gian Andrea. Nel 1560 ebbe luogo nelle sue acque la battaglia di Gerba.
Nel 1524 circa, il corsaro Khayr al-Din, detto "Barbarossa" (che già aveva operato a Gerba col fratello Aruj Reis) fece di Gerba il suo arsenale dopo averla conquistata. Lo stesso fece poi anche Dragut.
Da allora Gerba fece parte della reggenza di Tunisi, anche quando essa si trasformò in un protettorato francese e finalmente nell'attuale repubblica tunisina.
Nel 1560 il corsaro Dragut sorprese la flotta spagnola, che perse trenta navi e 5.000 uomini. La guarnigione fu messa a morte, e con le ossa e i teschi degli uccisi i Turchi costruirono una piramide detta Borj al-Ruʾūs, la 'torre delle teste', che rimase sul luogo fino alla metà del XIX secolo, quando le ossa vennero trasferite nel cimitero cristiano di Houmt-Souk.
Gerba è tuttora una sede titolare cattolica nella provincia di Tripoli d'Africa.
Contro la sinagoga El Ghriba, l'11 aprile 2002, fu fatto esplodere un camion carico di esplosivo, uccidendo 21 persone (di cui 14 erano turisti tedeschi) e ferendone molte altre. Nel giugno dello stesso anno l'attentato venne rivendicato da al-Qa'ida.
Il 18 settembre 2023 una serie di siti che testimoniano il peculiare modello insediativo dell'isola è stata iscritta nella Lista dei patrimoni dell'umanità dell'UNESCO dalla quarantacinquesima sessione del Comitato del patrimonio mondiale riunito a Riad.

## Popolazione
Agli inizi del XX secolo, l'isola di Gerba aveva 40.000 abitanti, tra cui diverse centinaia di maltesi cattolici, che si guadagnavano da vivere con la pesca delle spugne. È una delle poche località della Tunisia in cui ancora si parli il berbero (nel villaggio di Guellala [berb. Iqellalen] e, parzialmente, in quelli vicini di Sedouikech [berb. Azdyush] e di Adjim). Gerba è una destinazione turistica, soprattutto per turisti francesi, tedeschi e italiani.
L'isola è nota per essere un centro della setta kharigita ibadita della religione islamica, ed è anche nota per la sua minoranza ebraica, che abita sull'isola da millenni, anche se la sua popolazione si è andata molto riducendo dalla metà del XX secolo. La Ghriba è una delle sinagoghe più antiche e famose del mondo.

## Infrastrutture
Gerba è servita dall'Aeroporto di Gerba-Zarzis, che si trova a 9 km dalla città.